# Indotyphlus battersbyi
Indotyphlus battersbyi é uma espécie de anfíbio gimnofiono da família Caeciliidae. É endémica da Índia.